# 钱瘦铁
钱瘦铁（1897年—1967年），名厓，字叔厓，号瘦铁，以号行，别号数青峰舘主、天池龙泓斋主等，斋名有瘦铁宦、梅花书屋、峰青馆、磅礴、契石堂、一席吾庐、煮墨盦、临江观日、天池泷泓砚斋等，江苏无锡人，中国书画家，上海中国画院创始人之一。

## 生平
1897年出生于江苏无锡鸿声里，擅中国画及书法、篆刻。山水画取法石涛，是“江南四铁”（吴昌硕“苦铁”、王冠山“冰铁”、邓散木“钝铁”）之一。